# Râle d'Okinawa
Hypotaenidia okinawae
Espèce
Statut de conservation UICN

 EN B1ab(i,ii,iii,v); C2a(ii) : En danger
Le Râle d'Okinawa (Hypotaenidia okinawae) est une espèce d'oiseaux de la famille des Rallidae. Plusieurs espèces ont été observées dans la fin des années 1970 par l'ornithologue Yoshimaro Yamashina, mais il n'a été établi qu'en 1981, à la suite de l'observation de deux oiseaux capturés et du cadavre d'un autre, qu'il s'agissait d'une nouvelle espèce. À la fin de la même année, le nom japonais Yanbaru Kuina a été enregistré (nom latin : Rallus Okinawae).

## Répartition
Cet oiseau est endémique de l'île d'Okinawa, au Japon.